# 鯉ヶ窪学園探偵部シリーズ
『鯉ヶ窪学園探偵部シリーズ』（こいがくぼがくえんたんていぶシリーズ）は、実業之日本社から刊行されている東川篤哉のミステリ小説のシリーズの総称。
東京都国分寺市にある架空の高校「鯉ヶ窪学園」探偵部の面々が中心となって活躍するユーモラスな本格ミステリー。2011年5月に映画化公開された。

## 書誌情報
本編
- 学ばない探偵たちの学園
  - 新書：2004年1月、実業之日本社Joy novels、ISBN 978-4-40-850428-5
  - 文庫：2009年5月、光文社文庫、ISBN 978-4-33-474589-9

- 殺意は必ず三度ある
  - 新書：2006年5月、実業之日本社Joy novels、ISBN 978-4-40-850465-0
  - 文庫：2013年8月、光文社文庫、ISBN 978-4-33-476604-7

番外編
- 放課後はミステリーとともに
  - 単行本：2011年2月、実業之日本社、ISBN 978-4-40-853584-5
    - 収録作品：霧ケ峰涼の屈辱 / 霧ケ峰涼の逆襲 / 霧ケ峰涼と見えない毒 / 霧ケ峰涼とエックスの悲劇 / 霧ケ峰涼の放課後 / 霧ケ峰涼の屋上密室 / 霧ケ峰涼の絶叫 / 霧ケ峰涼の二度目の屈辱

  - 文庫：2013年10月、実業之日本社、ISBN 978-4-40-855146-3

- 探偵部への挑戦状　放課後はミステリーとともに
  - 単行本：2013年11月、実業之日本社、ISBN 978-4-408-53633-0
    - 収録作品：霧ケ峰涼と渡り廊下の怪人 / 霧ケ峰涼と瓢箪池の怪事件 / 霧ケ峰涼への挑戦 / 霧ケ峰涼と十二月のUFO / 霧ケ峰涼と映画部の密室 / 霧ケ峰涼への二度目の挑戦状 / 霧ケ峰涼とお礼参りの謎

  - 文庫：2016年10月、実業之日本社、ISBN 978-4-408-55319-1

関連作品
- 君に読ませたいミステリがあるんだ
  - 単行本：2020年7月、実業之日本社、ISBN 978-4-408-53758-0
    - 収録作品：文芸部長と『音楽室の殺人』 / 文芸部長と『狙われた送球部員』 / 文芸部長と『消えた制服女子の謎』 / 文芸部長と『砲丸投げの恐怖』 / 文芸部長と『エックス山のアリバイ』

  - 文庫：2023年8月、実業之日本社、ISBN 978-4-408-55822-6

- 朝比奈さんと秘密の相棒
  - 単行本：2024年11月、実業之日本社、ISBN 978-4-408-53871-6
    - 収録作品：名探偵、密室に現る / 殺人が未遂だった話 / 生徒会役員室の攻防 / 天使はプールサイドに浮かぶ / 茶室に消えた少女

## 登場人物
赤坂通（あかさか とおる）
鯉ヶ窪学園2年生。一人称は「オレ」。物語（長編シリーズ）の語り部だが、ミステリーに関してはずぶの素人。2年生の春に鯉ヶ窪学園に転校してきた。怪しげな部やサークルに勧誘される前にどこかの部に所属しようと、当初「文芸部」に入部するつもりだったが、文芸部の部室に忍び込んで無断で寛いでいた多摩川、八ツ橋と邂逅したことで探偵部に入ることとなった。格闘物の小説が好き。多摩川に事件の記録（要するに事件に関する出来事をミステリ小説のように書き残す）係を言い渡される。入部した経緯から探偵としての能力に欠け、曲者ぞろいの部員の中でも凡庸。霧ケ峰涼からも探偵部で最も地味と酷評され、「探偵部の底辺」と言われている。
多摩川流司（たまがわ りゅうじ）
3年生。「部内においては絶対者として振る舞い、部外においては厄介者扱いされている」探偵部部長。関東の暴れん坊・東の横綱といった異名を持つ。本格ミステリーに関しては原理主義的な考え方を持っており、「ロジカル」「スマート」「クール」を求めているが、「常にその対極にある存在」というのが通の評価。口も態度も大きく、周囲に迷惑をかけることも多いが、憎めない性格。推理能力はけっして低くなく、真相に肉薄することもあるのだが、そのうかつな性格が災いして最終的には失敗が多い。野球はやるのも観るのも好きで、好きな打者は大豊泰昭。エラリー・クイーンのファンで、作中ではフェル博士ばりに“密室講義”を開陳したこともある。お好み焼きの焼き方にはうるさく、赤坂曰く「鉄板奉行」（広島風を推し、大阪風は邪道と称す）。しかしひっくり返すのをよく失敗する。先端恐怖症でもある。野生の蛇を素手で掴める。学園生徒の半分（つまり女子全員）の顔と名前を把握し友達であると豪語する。鯉ヶ窪学園生徒会長に中学時代告白して振られたことがある。得意な歌は『サザンオールスターズ』。卒業直前まで部長として活動しており、『探偵部への挑戦状』にて晴れて卒業となった（涼によると卒業すら危ぶまれたらしい）。長編シリーズと『探偵部への挑戦状』に登場。
八ツ橋京介（やつはし きょうすけ）
3年生。謎の関西人・関西の秘密兵器・西の大関・京都銘菓といった異名を持つ。『殺意は必ず三度ある』以降は「八橋」に表記が変わっている。関西弁で喋るが事件の謎を解明する際は標準語になる。周りからは多摩川のお目付け役や世話係、監視役、つっこみ役として認識されている。多摩川よりは常識人だが彼の奇行によく乗っかる。好きな投手は阪急の今井雄太郎で阪急ファン（オリックスを元阪急と認識している）。推理力を含めたステータスは多摩川とほぼ同じだが、多摩川がクドい一方で八ツ橋は割とざっくりとしている。お好み焼きは関西風を推している。多摩川同様『探偵部への挑戦状』にて晴れて卒業となった。長編シリーズと『探偵部への挑戦状』に登場。
山下佳代子（やました かよこ）
3年生。表向きは美声で知られる端整で気弱な放送部員だが、実は探偵部所属であり諜報活動を行っている。好きな捕手は古田敦也。得意な歌は「松任谷由実」。長編シリーズにのみ登場。
霧ケ峰涼（きりがみね りょう）
2年生。探偵部副部長。ボク少女である。『放課後はミステリーとともに』シリーズの主人公。名探偵を名乗り名刺まで作っているが、推理力があと一歩足りず、作中ではいわゆるワトソン役に回ることが多い。探偵としての使命に燃えているが、首を突っ込みすぎるあまり、不躾な質問を平然と連発したりして相手を怒らせることもしばしば。かつてはその名前から「エアコン」「コンちゃん」というアダ名がつけられていたが、現在は家電扱いすると怒る。一人称は「僕」である。野球とベーコンが好きで広島カープのファン（ドラマ版では好きな選手は元広島の衣笠祥雄）。身体能力は高く、持ち味は俊足巧打と笑顔。マツダスタジアムの年間予約パスをもらうことを夢見つつ、カープが上位3位に食い込むことを願っている。野球部の臨時鬼コーチでもある。
桜井あずさ（さくらい あずさ）
生徒会長。誰しもが一目見ると強い印象に残る美貌の持ち主。中学時代、多摩川流司に告白されるもあっさり振っている。長編シリーズのヒロイン役。
本来はショートカットだがドラマ版では髪が長く、ノーコン。推理の際に手帳で顔を隠してからロージンを取り出してピッチャーのように放り、何か閃くと「入ったー！」と叫ぶ。
大金うるる（おおがね うるる）
鯉ヶ窪学園ミステリ研究会、通称『鯉ミス』の部長。切れ長の目、尖った顎、生意気そうな鼻と、ツインテールが特徴。小柄で貧乳。名字の通り家は資産家で絵に描いたようなお嬢様笑いをする。名前の関係上「エアコン」呼ばわりされており、涼と同じくそのことを指摘すると怒る。また涼がつけた「うるるん」というあだ名も嫌がっている。涼とは生まれた時から宿命づけられた関係として一方的にライバル視している。中々の美少女であるのだが性格に難があり、涼から高慢・身の程知らずで信じられないほど負けず嫌いと評されている。探偵部への推理ゲーム挑戦の際に、部の後輩を恥ずかしい形で巻き込むなど横暴でサディスト。身内のさららからも「性根が腐っている」と言われる始末だが、フェアプレイの精神は持ち合わせている。肝心のミステリ創作能力は、涼の推理力と大差なし。主に双子であることを利用したトリックを考案する。
大金さらら（おおがね さらら）
うるるの双子の妹。はたから見ると瓜二つ。姉同様「エアコン」呼ばわりすると怒る。早稲田実業に通っており、かしましい姉と正反対でおっとりしていて天然。しかしさらりと毒を吐く。本人ら曰く、「ダイキン工業の『うるるとさらら』よりも自分たちのほうがはやく生まれている」とのこと。
高林奈緒子（たかばやし なおこ）
涼の友人でクラス委員を務める女子生徒。たまに涼顔負けの閃きを発揮する。なかなか抜け目ない性格をしており、涼の扱いもうまい。放課後、涼をしょっちゅうお好み焼き屋や喫茶店に誘う。
荒木田聡史（あらきだ さとし）
涼の同級生で何度か事件に巻き込まれた。授業をサボり喫煙するなど札付きの不良。しかし嘘をつけない性格で軽くバカ。借りは必ず返すことを信条としており、根は善人。短編シリーズにのみ登場。外見の描写は無いがドラマ版ではリーゼント。
足立駿介（あだち しゅんすけ）
涼の同級生。陸上部所属。「陸上部のエース」「新世紀のスーパーヒーロー」「陸の王者」を自称しておきながら身体能力は並（涼よりも劣っている可能性がある）。自分勝手で常に自分を格好よく見せることに執心している。そのことから陸上部員のみならず多くの人間からウザがられている。何度か事件の被害者となっており、涼を巻き込んで自分勝手に捜査をする。派手な赤色の格好を好み、ふんぞり返って歩くためよく転ぶ。
石崎浩見（いしざき ひろみ）
生物教師。探偵部顧問。飄々かつサバサバとした性格で、学園内随一の変わり者・物好きとして知られている。事件の話を聞く際は雰囲気づくりとして理科室の実験器具でコーヒーを入れるのが定番で、その味は絶品。教師でありながらもっとも探偵らしい人物。好きな打者はヤクルトの大杉勝男。部員らが探偵としての自覚が足りない行動を取る度に失望する。テーブルクロス引きが伝家の宝刀。
ドラマ版では宇宙人＆UMA好きという設定が追加され、怪しげなアイテムを持ってたりとかなりマッドサイエンティストな人物となっている。
真田仁美（さなだ ひとみ）
校医。白衣の似合う美人で、生徒・教員双方から人気がある。大量出血に関しては動じないが、鼻血程度の小規模な出血が苦手で、見ると貧血を起こす。冗談をよく言うがどこかブラック。無自覚・無意識に守ってあげたいオーラを発しており、それに当てられて守ろうと彼女に手を触れようものなら、第三者から痴漢のレッテルを貼られてしまう。
池上冬子（いけがみ ふゆこ）
地学教師。メタルフレームのメガネをかけたクールな印象の美人教師。学園中の男からの人気も高いが、告白をする男たちをことごとく袖にする。科学的考察を心情としているが、UFO＆宇宙人マニアであり、それらが絡むと歓喜と興奮のあまり暴走する。UFOと宇宙人の存在は勿論、彼らは地球人に友好的であると信じて疑わない。しかし推理力はかなりのもので、涼いわく「UFO好きさえなければ名探偵」。UFO・UMAについて議論する非科学部顧問。
これらUFO好きはドラマ版の石崎に継承されている。
祖師ヶ谷大蔵（そしがや たいぞう）
警察沙汰になると現れる冴えない中年警部。フルネームが小田急線の駅名であることを気にしており、指摘すると怒る。頭が固く、発想も安易で刑事としての能力は微妙。ねちっこい取調べにより、犯人を追い詰める。怪談話が大の苦手。その風貌や態度、すぐ傍らに烏山刑事が控えている事もあり、探偵部の面々から相手にされない。ある事件での捜査時に出た雑談からの発言の所為で、池上先生から同志（とも）呼ばわりされてしまう。
ドラマ版では烏山の腰巾着になっており、彼女からの命令一つで凶器を振り回す。彼女からの暴力を嬉々と受け入れるドMとなっている。
烏山千歳（からすやま ちとせ）
祖師ヶ谷警部の部下で彼とコンビを組む女性刑事。その名前から涼に「私鉄沿線コンビ」と呼ばれている。祖師ヶ谷と違って冷静で理知的、かつ柔軟な発想を持ち、探偵部らの行動に理解を示す（しかし涼以外の3人にはやや辛らつ）。名前に関してもさして気にしていないが、そのせいで祖師ヶ谷とコンビを組まされることには不満を持っている。石崎の大学時代の後輩であり、事件の相談をすることも。取調べの際、鋭い眼光を向けることで犯人を追い詰める。
ドラマ版ではかなり怖いドSかつヤクザな人物になっており、祖師ヶ谷から「ボス」と呼ばれている。生爪を剥がそうとしたりするなど拷問のような取調べをする。

## 劇中設定
鯉ヶ窪学園
自主・自立・できれば隣人と仲良くをモットーに創設された元気があれば誰でも入れ、卒業できる高校。学力・指導力は中で、芸能クラスがある。
恋ヶ窪の誤植ではなく、理事長が学生の恋愛を禁じていた・鯉が竜になったように天高く昇るよう願った・熱狂的な広島カープのファン…などといったさまざまな説がある。
公認・非公認問わずさまざまな部・サークルが乱立しており、ベーシックなものから怪しげなもの、非合法的な部もあるらしい。運動部は野球部をはじめ全体的に弱く、同じく弱小である虎ノ穴高校、飛龍館高校、鯨山高校らとライバル関係にあり、珍プレー・乱闘といったことは当たり前。しかしそのさまが面白いので、観客席は常に満員御礼である。文科系の部活もまた能力はいまいち。
教員にも探偵のような人、UFOマニア、トリック好きといった変わり者が多く、当の教員でさえどんな人物がいるか正確に把握していない。
探偵部
多摩川曰く「探偵たちが集い、探偵として活動することを旨とした、探偵の探偵による探偵たちのためのクラブ」であり、「そんじょそこらのミステリ好きが集うような軟弱なサークルではない」とのことであるが、八ツ橋によれば間の「小説研究」がとれただけとのこと。裏で秘密結社などとも呼ばれている。涼いわく「あくまでも実生活における探偵活動を旨とする実践的探偵集団」。
主な活動はミステリーに関する話題全般について語り合うこと。部室がない流浪の民であるため、屋上・用務員室・カバ屋（学園裏にあるお好み焼き屋）・喫茶ドラセナなどに集まる。部員は名乗る際に好きなプロ野球選手一名の名を挙げる。
部員は通いわく3人以上13人以下、涼によると3人から8人（確認されているのは多摩川部長、八橋、山下、霧ケ峰副部長、赤坂の5人）。少数精鋭であり正確な人数を数えることは難しいらしい。また、本命である探偵部とは別に他の部と掛け持ちしている部員もいるらしく、公に探偵部であることは伏せている。
鯉ヶ窪学園ミステリ研究会
通称「鯉ミス」。日夜、ミステリの創作と評論に明け暮れるマニアック集団。それなりに部員がいる（確認されているだけで7人）ものの、部長であるうるるの横暴に振り回されている。探偵部とは普段から仲が悪い。
映画部
部長の佐伯優子いわく「観客に興奮と感動を与えることを目的とする、実践的映画制作集団」である。部活棟の1階に部室があり、部員が出しあって買った約40インチの液晶テレビがある。

## メディア・ミックス

### WEBドラマ
番外編である『放課後はミステリーとともに』が、映像化。
新宿バルト9にて、2011年5月12日、13日に限定公開。5月14日からはWEBで公開された。

### ラジオドラマ
番外編である『放課後はミステリーとともに』が、2011年9月26日から10月7日まで、NHK-FM放送「青春アドベンチャー」でラジオドラマ化された。

### テレビドラマ
番外編である『放課後はミステリーとともに』が、2012年4月23日から6月25日まで、TBS系でテレビドラマ化された。